# Jean-Marc Lachaud
 (mai 2024).
Si vous disposez d'ouvrages ou d'articles de référence ou si vous connaissez des sites web de qualité traitant du thème abordé ici, merci de compléter l'article en donnant les références utiles à sa vérifiabilité et en les liant à la section « Notes et références ».
Pour les articles homonymes, voir Lachaud.
Jean-Marc Lachaud, né le 12 août 1956, est un philosophe et théoricien de l'art français.

## Biographie
Après des études en philosophie à l'Université Paris XII - Créteil et l'obtention, sous la direction de Jean-Michel Palmier, d'une Maîtrise en philosophie (1979), il est Docteur en philosophie (1982) et Docteur d’État ès lettres et sciences humaines (1988), sous la direction du Professeur Olivier Revault d'Allonnes à l'Université Paris 1 Panthéon-Sorbonne. Jean-Marc Lachaud est successivement Maître de Conférences à l'Université Michel de Montaigne - Bordeaux 3 (1990-2001), puis Professeur des Universités à l'Université Paul Verlaine - Metz (2001-2007), à l'Université Marc Bloch - Strasbourg (2007-2013) et à l'Université Paris 1 - Panthéon-Sorbonne (2013-2023). Depuis 2023, il est Professeur des Universités émérite.
Jean-Marc Lachaud a enseigné la philosophie de l'art et l'esthétique et ses principaux domaines de recherche concernent notamment les rapports entre art et théorie critique de la société, entre esthétique et politique ou encore les problématiques liées à une esthétique de la non-cohérence, au mélange des arts et aux mises en scène du corps dans les arts contemporains. 
Jean-Marc Lachaud a publié de nombreux livres et articles sur les théories esthétiques et les pratiques artistiques du XXe siècle et dirigé plusieurs ouvrages collectifs. Il est membre du Comité éditorial d’Actuel Marx et membre du Comité de rédaction de Recherches en Esthétique. Il a collaboré à diverses revues (Cassandre, Corps, Europe, Figures de l’art, L'Homme et la société, Mouvement, Le Passant ordinaire, Raison présente,Télex-Danse…).

## Œuvres

### Ouvrages personnels
- B. Brecht, G. Lukács, questions sur le réalisme, Paris, Éditions Anthropos, 1981; seconde édition revue et augmentée, Paris, Éditions Anthropos / Economica, 1989
- Marxisme et philosophie de l'art, Paris, Éditions Anthropos, 1985
- Mimos, éclats du théâtre gestuel (en collaboration avec Martine Maleval), Paris, Éditions Écrits dans la Marge, 1992
- Pour une critique partisane, Paris, Editions L'Harmattan, Collection Ouverture philosophique, 2010
- Art et aliénation, Paris, Presses Universitaires de France, 2012
- Walter Benjamin. Esthétique et politique de l'émancipation, Paris, Editions L'Harmattan, Collection Ouverture philosophique, 2014
- Rue des Arts. Productions artistiques et espaces urbains (en collaboration avec Martine Maleval), Paris, Editions L'Harmattan, Série Arts vivants, 2015
- Que peut (malgré tout) l'art ?, Paris, Editions L'Harmattan, Collection Ouverture philosophique, 2015
- Il marxismo atipico di Walter Benjamin, trad. Francesco Rubino, Firenze, Classi, 2015
- Collages, montages, assemblages au XXe siècle, volume 1 L'art du choc, Paris, Editions L'Harmattan, Collection Ouverture philosophique, 2018
- Collages, montages, assemblages au XXe siècle, volume 2 Le fragment à l'oeuvre, Paris, Editions L'Harmattan, Collection Ouverture philosophique, 2018

### Ouvrages dirigés
- La Mise en scène du geste, Bordeaux, Publications du Service Culturel de l'Université Michel de Montaigne - Bordeaux 3, 1994
- Présence(s) de Walter Benjamin, Bordeaux, Publications du Service Culturel de l'Université Michel de Montaigne - Bordeaux 3, 1994
- Walter Benjamin, Paris, Europe, no 804, 1996
- Mélange des arts au XXe siècle, Vitry-sur-Seine, skênê, no 1, 1996
- Corps, art et société (dirigé avec Lydie Pearl et Patrick Baudry), Paris, Éditions L'Harmattan, 1998
- Habermas, une politique délibérative (dirigé avec Jacques Bidet), Paris, Actuel Marx, no 24, Presses Universitaires de France, 1998
- Le corps : exhibition / révélation (dirigé avec Martine Maleval), Vitry-sur-Seine, skênê, no 2-3, 1998
- Art, culture et politique, Paris, Presses Universitaires de France, 1999
- Bertolt Brecht (dirigé avec Philippe Ivernel), Paris, Europe, no 856-857, 2000
- Art et politique, Paris, Éditions L’Harmattan, Collection Ouverture philosophique, 2006
- Art et nouvelles technologies (dirigé avec Olivier Lussac), Paris, Éditions L’Harmattan, Collection Ouverture philosophique, 2007
- Corps dominés, corps en rupture (dirigé avec Olivier Neveux), Paris, Actuel Marx, no 41, Presses Universitaires de France, 2007
- Cuerpos dominados, Cuerpos en ruptura (dirigé avec Olivier Neveux), Buenos Aires, Ediciones Nueva Vision, 2007
- Changer l'art. Transformer la société (dirigé avec Olivier Neveux), Paris, Editions L'Harmattan, Collection Ouverture philosophique, 2009
- Arts et Politiques (dirigé avec Olivier Neveux), Paris, Actuel Marx, n° 45, 2009
- Une esthétique de l'outrage ?, (dirigé avec Olivier Neveux), Paris, Editions L'Harmattan, Collection Ouverture philosophique, 2012
- Jean-Michel Palmier. Arts et sociétés, (conçu avec Dominique Berthet), Paris, Editions L'Harmattan, Collection Ouverture philosophique, 2012
- L'art de la performance : Studies ou boîtes à outils (dirigé avec Olivier Lussac, Paris, Editions L'Harmattan, Collection Ouverture philosophique, 2021